# 击剑选手
《击剑选手》（芬蘭語：Miekkailija，愛沙尼亞語：是一部2015年芬兰和爱沙尼亚合拍的剧情片，芬兰导演克劳斯·哈洛执导、Anna Heinämaa编剧，讲述爱沙尼亚前击剑运动员、教练恩德爾·奈利斯的真实故事。2014年2月下旬在爱沙尼亚开拍，代表芬兰角逐第88届奥斯卡最佳外语片。获得第73届金球奖最佳外语片提名。

## 剧情
愛沙尼亞在二戰為納粹德國所佔領，大部分的男丁都被徵召入伍。二戰結束前，蘇聯繼而佔領愛沙尼亞，並再次將之整併為蘇聯體系裏的加盟共和国。然而，也將所有曾經被徵召進入德軍的男子列為戰犯。1952年，恩德爾因為躲避秘密警察的追捕，而由列寧格勒來到鄉間的一所中学教導體育，並出於對击剑的愛好，另外成立運動俱樂部以教授击剑课。由於反對，校長開始調查恩德爾的背景，同時恩德爾的教練兼好友則提醒他：『在任何情況下，都不可回到列寧格勒。』
击剑在學習的過程裏，逐漸成為學生們自我表現的出口，恩德爾亦在教導中釋放他的熱情，並且成為許多因著蘇聯統治而喪父的學子心中如父親般的榜樣。儘管校長反對，但是在学生家长的贊同下，不少学生仍持續學習擊劍。后来聯邦發出擊劍錦標賽的邀請，恩德爾的學生亦要求他帶隊赴列寧格勒參賽。此時他面臨著是要為著自身的安危，或是合乎學生期望的難題。不過他決定率領四名学生前往，最後為該校贏得冠军，亦在賽後因著曾效力德國的罪名而為祕密警察所緝捕。
1953年3月5日，斯大林去世，数百万名的囚犯获释，恩德爾重返該校，而由他所创建的击剑俱乐部在往後的四十年为爱沙尼亚培养了许多优秀的击剑运动员。

## 角色
- Märt Avandi – Endel
- Ursula Ratasepp – Kadri
- Hendrik Toompere – 校长
- Liisa Koppel – Marta
- Joonas Koff – Jaan
- Lembit Ulfsak – Jaan的祖父
- Piret Kalda – Jaan的母亲
- Egert Kadastu – Toomas
- Ann-Lisett Rebane – Lea
- Elbe Reiter – Tiiu
- Jaak Prints – 校长助理
- Kirill Käro – Aleksei